# Guatteria stipitata
Guatteria stipitata är en kirimojaväxtart som beskrevs av Robert Elias Fries. Guatteria stipitata ingår i släktet Guatteria och familjen kirimojaväxter. Inga underarter finns listade i Catalogue of Life.